# Нойенщайн
Нойенщайн (на немски: Neuenstein) е град в окръг Хоенлое в Баден-Вюртемберг, Германия, с 6506 жители (2015).
През 1351 г. Крафт III фон Хоенлое-Вайкерсхайм му дава права на град.